# Aneurhynchus gracilicornis
Aneurhynchus gracilicornis är en stekelart som beskrevs av Wall 1971. Aneurhynchus gracilicornis ingår i släktet Aneurhynchus, och familjen hyllhornsteklar. Arten är reproducerande i Sverige.